# المقزحة
المقزحة هي منطقة في شرق ليبيا في الإقليم التاريخي «برقة» و هي من ضواحي مدينة بنغازي إذ تبعد عن بنغازي حوالي 30 كلومتر، تحدها مناطق بنينة و المشروع و النواقية و يوجد بها سد وادي القطارة أحد أهم السدود في ليبيا وهي من المناطق الجبلية إذ بها سلسة من الهضاب المرتفعة إضافة إلى السهول الخضراء في فصل الربيع ، و يوجد بها طريق طويل هو من أهم مداخل و مخارج بنغازي وقد استعمل بكثرة في فترة معارك الكرامة بين الجيش العربي الليبي و جماعات تنظيم الدولة و ما يعرف بالدروع.
الطقس فيها معتدل صيفا بارد شتاءا حيث تصل دراجات الحرارة شتاءا إلى حوالي ال 8 درجات مئوية وتشتهر المنطقة كبقية المناطق الريفية بتربية الماشية كالأغنام و الأبقار وفيها مدرسة للتعليم الأساسي و الثانوي و عيادة و مركز للأمن و ثلاث مساجد إضافة إلى بضع محال تجارية لخدمة السكان.